# 原木駅
原木駅（ばらきえき）は、静岡県伊豆の国市原木にある、伊豆箱根鉄道駿豆線の駅である。駅番号はIS07。

## 歴史
- 1898年（明治31年）5月20日：三島町（現・三島田町） - 南條（現・伊豆長岡）間開業と同時に、当駅開業。
- 1971年（昭和46年）5月1日：無人駅となる。

## 駅構造
相対式ホーム2面2線を有する地上駅。駅舎は2番線ホームに面しており、1番線ホームとのアクセスには構内踏切を使用する。
列車接近時には国鉄型（永楽初期タイプ）の接近放送が流れる。
かつては1番線ホームに隣接する側線があったが長年使用されておらず、やがて架線が撤去され、2013年には側線そのものが撤去された。現在、側線に隣接した側のホームにはフェンスが設置されている。
無人駅であるが、タッチパネル式の自動券売機とインターホンがある。インターホンは伊豆長岡駅につながる。

### のりば
| 番線 | 路線   | 方向 | 行先       | 備考                 |
| ---- | ------ | ---- | ---------- | -------------------- |
| 1    | 駿豆線 | 下り | 修善寺方面 | 列車交換時のみ       |
| 2    | 駿豆線 | 上り | 三島方面   |                      |
| 2    | 駿豆線 | 下り | 修善寺方面 | 原則としてこのホーム |

- 構内踏切の遮断を避けるため、当駅で列車交換を行わない下り列車は2番線を発着する。

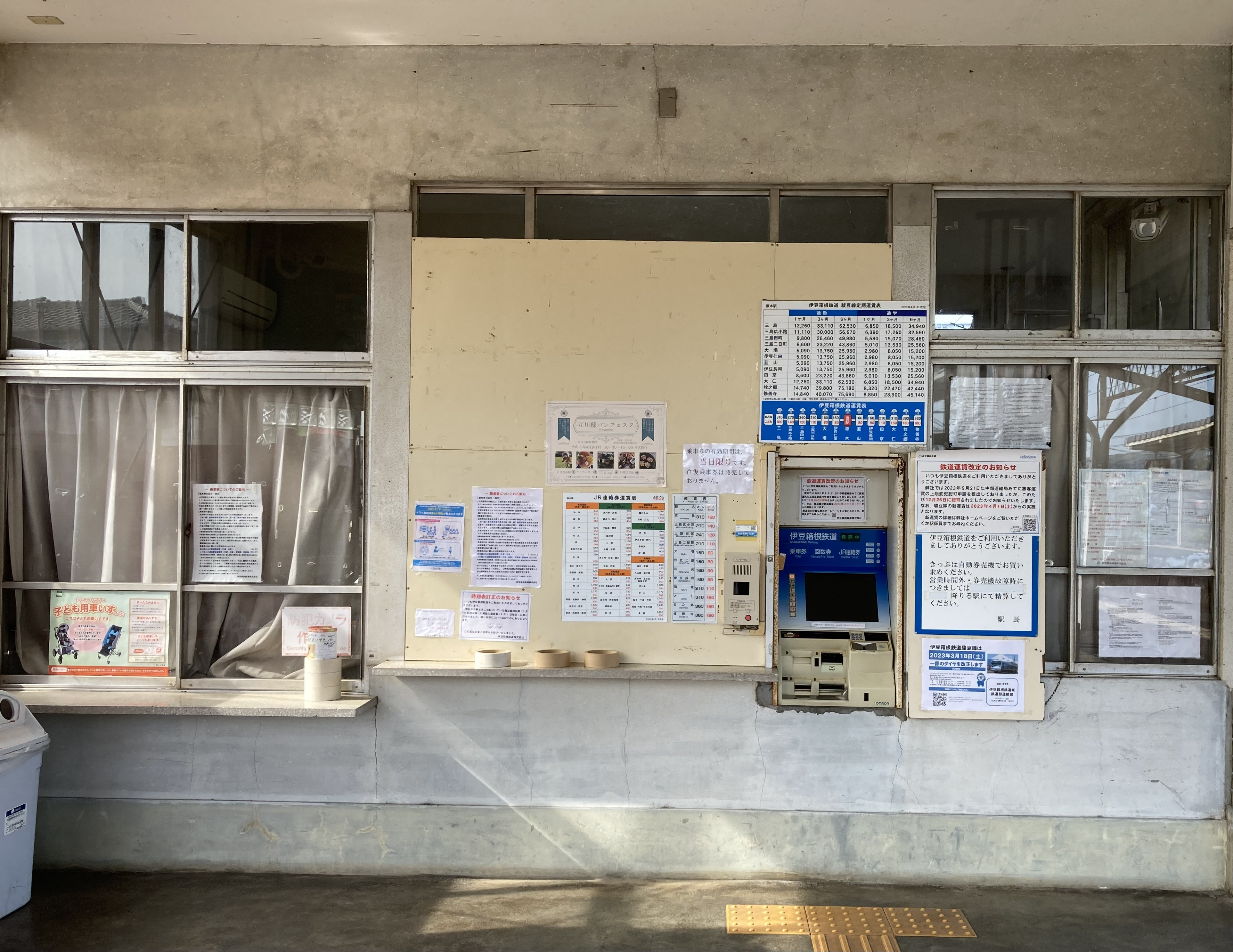
切符売場（2023年4月）
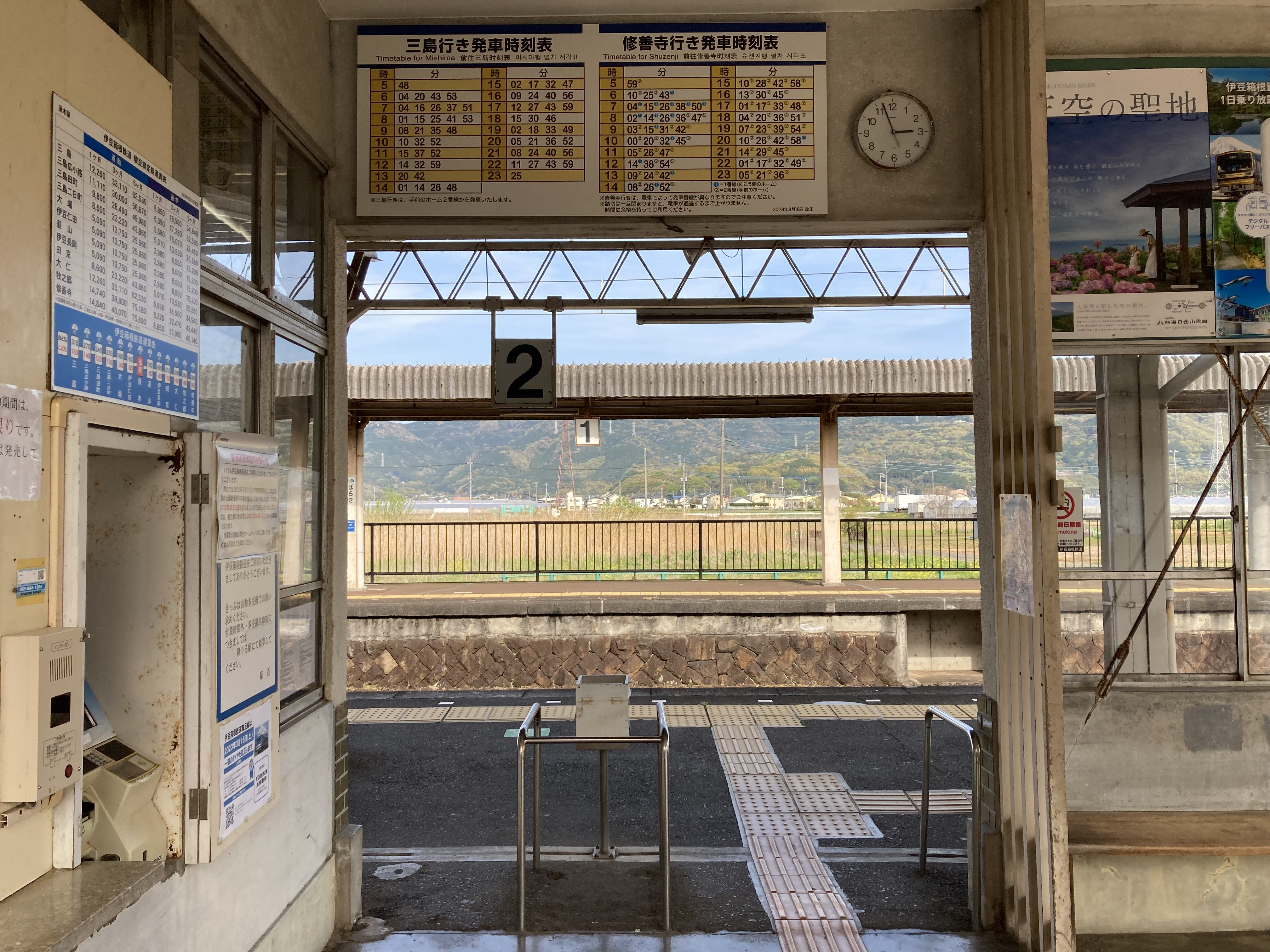
改札口（2023年4月）
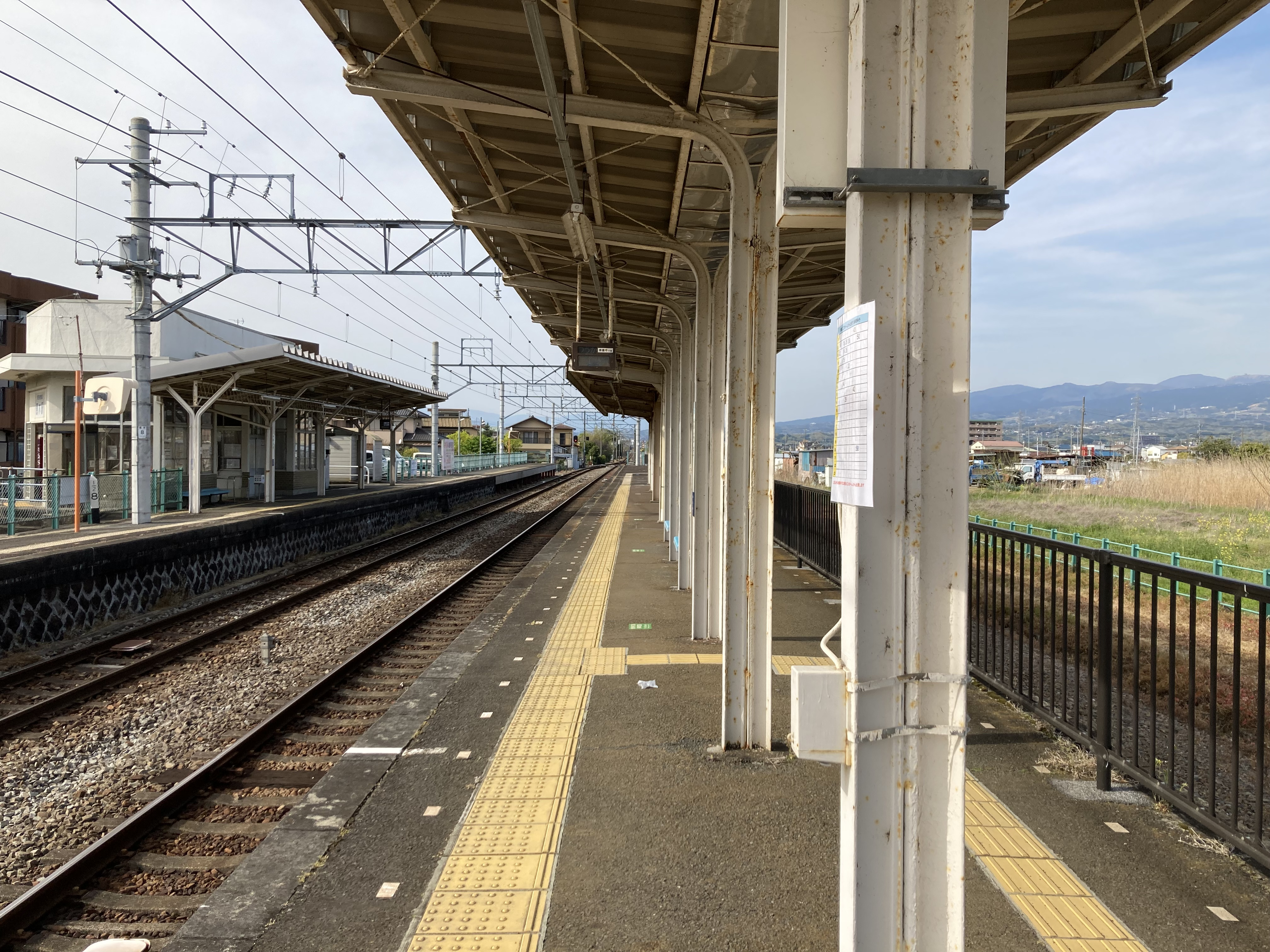
1番線ホーム（2023年4月）
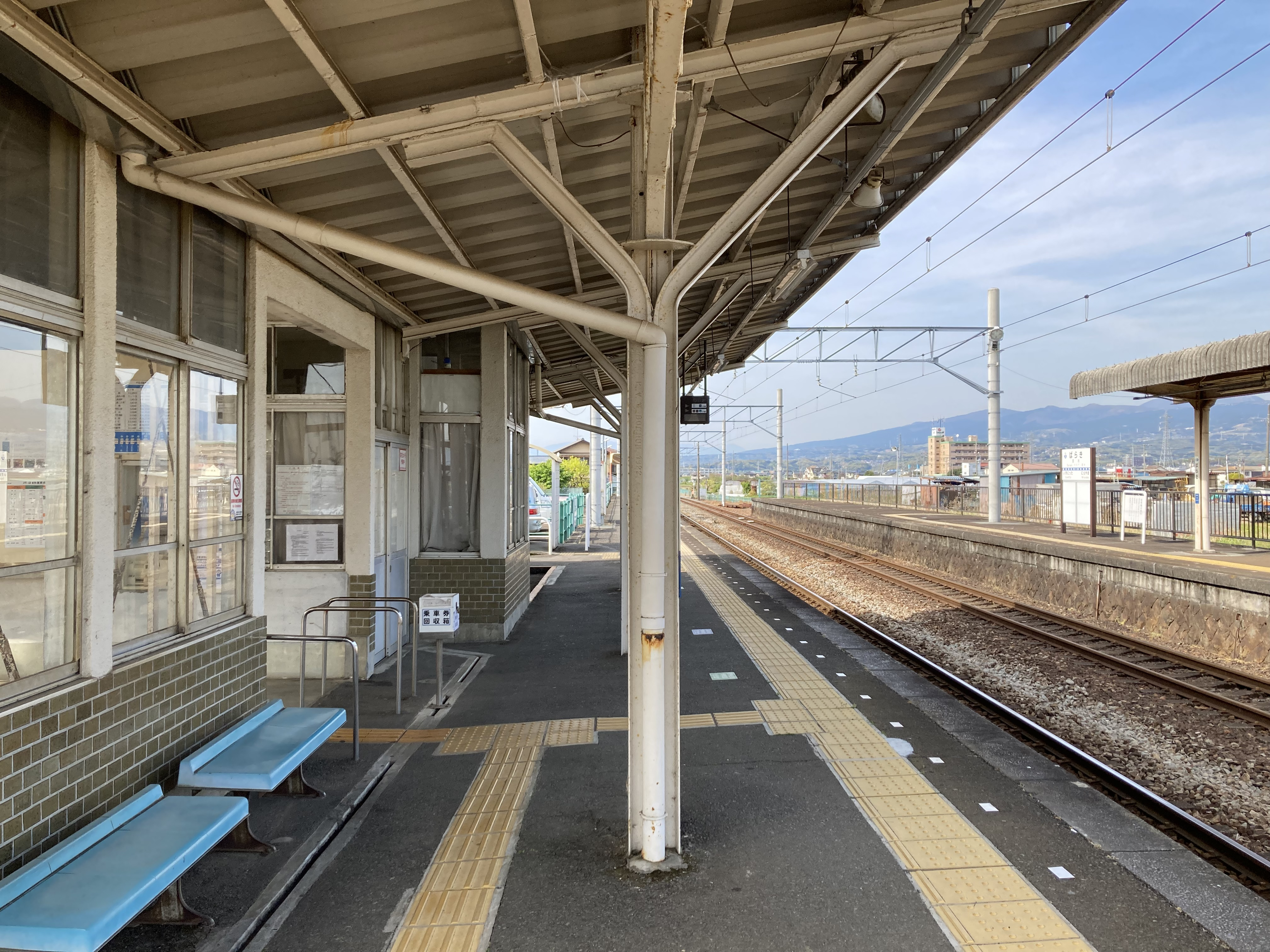
2番線ホーム（2023年4月）

## 利用状況
- 2020年（令和2年）度の1日平均乗車人員は250人である。

近年の1日平均乗車人員の推移は以下の通りである。
| 年度               | 1日平均 乗車人員 | 出典     |
| ------------------ | ---------------- | -------- |
| 1993年（平成05年） | 554              | [ * 1 ]  |
| 1994年（平成06年） | 548              | [ * 2 ]  |
| 1995年（平成07年） | 655              | [ * 3 ]  |
| 1996年（平成08年） | 640              | [ * 4 ]  |
| 1997年（平成09年） | 595              | [ * 5 ]  |
| 1998年（平成10年） | 570              | [ * 6 ]  |
| 1999年（平成11年） | 429              | [ * 7 ]  |
| 2000年（平成12年） | 414              | [ * 8 ]  |
| 2001年（平成13年） | 381              | [ * 9 ]  |
| 2002年（平成14年） | 364              | [ * 10 ] |
| 2003年（平成15年） | 369              | [ * 11 ] |
| 2004年（平成16年） | 341              | [ * 12 ] |
| 2005年（平成17年） | 343              | [ * 13 ] |
| 2006年（平成18年） | 359              | [ * 14 ] |
| 2007年（平成19年） | 365              | [ * 15 ] |
| 2008年（平成20年） | 374              | [ * 16 ] |
| 2009年（平成21年） | 383              | [ * 17 ] |
| 2010年（平成22年） | 386              | [ * 18 ] |
| 2011年（平成23年） | 378              | [ * 19 ] |
| 2012年（平成24年） | 363              | [ * 20 ] |
| 2013年（平成25年） | 370              | [ * 21 ] |
| 2014年（平成26年） | 353              | [ * 22 ] |
| 2015年（平成27年） | 363              | [ * 23 ] |
| 2016年（平成28年） | 344              | [ * 24 ] |
| 2017年（平成29年） | 342              | [ * 25 ] |
| 2018年（平成30年） | 336              | [ * 26 ] |
| 2019年（令和元年） | 347              | [ * 27 ] |
| 2020年（令和02年） | 250              | [ * 28 ] |

## 駅周辺
駅西側は住宅地であり、駅の近くを国道136号が通る。商店は少ないが、駅前に喫茶店がある。駅東側は農地となっているが、その一角に幼稚園があり、付近には住宅が建っている。なお、かつては駅付近に「原木駅南」停留所があり、東海バスの路線（奈古谷温泉口 - 韮山循環）が学校登校日に運行されていたが、2018年に廃止された。
- 国清寺
- 毘沙門堂
- 観音堂
- NOSAI静岡（静岡県農業共済組合）東部地域センター
- 伊豆の国市立富士美幼稚園
- ジュンサンベリーファーム - いちご農園[2]
- 国道136号
- 静岡県道137号原木停車場線

## ロケが行われた作品
- 映画『少林少女』 - 駅前でロケが行われた。
- GReeeeN『旅立ち』 - プロモーションビデオ撮影に使われた。
- スマイル (テレビドラマ) - 第8話のロケが行われた。駅名は「富士長岡」に変えられていた。
- あいくるしい - ロケが行われた。駅名は変えられていない。

## 隣の駅
伊豆箱根鉄道
 駿豆線
伊豆仁田駅 (IS06) - 原木駅 (IS07) - 韮山駅 (IS08)

### 記事本文
1. ↑  “2018年4月1日ダイヤ改正について”.   東海バス. 2018年3月30日時点のオリジナルよりアーカイブ。2018年3月30日閲覧。
2. ↑  “伊豆の苺農家 ジュンサンベリーファーム”.   ジュンサンベリーファーム. 2023年3月25日閲覧。

### 利用状況
静岡県統計年鑑
1. ↑  静岡県統計年鑑1993（平成5年） (PDF)
2. ↑  静岡県統計年鑑1994（平成6年） (PDF)
3. ↑  静岡県統計年鑑1995（平成7年） (PDF)
4. ↑  静岡県統計年鑑1996（平成8年） (PDF)
5. ↑  静岡県統計年鑑1997（平成9年） (PDF)
6. ↑  静岡県統計年鑑1998（平成10年） (PDF)
7. ↑  静岡県統計年鑑1999（平成11年） (PDF)
8. ↑  静岡県統計年鑑2000（平成12年） (PDF)
9. ↑  静岡県統計年鑑2001（平成13年） (PDF)
10. ↑  静岡県統計年鑑2002（平成14年） (PDF)
11. ↑  静岡県統計年鑑2003（平成15年） (PDF)
12. ↑  静岡県統計年鑑2004（平成16年） (PDF)
13. ↑  静岡県統計年鑑2005（平成17年） (PDF)
14. ↑  静岡県統計年鑑2006（平成18年） (PDF)
15. ↑  静岡県統計年鑑2007（平成19年） (PDF)
16. ↑  静岡県統計年鑑2008（平成20年） (PDF)
17. ↑  静岡県統計年鑑2009（平成21年） (PDF)
18. ↑  静岡県統計年鑑2010（平成22年） (PDF)
19. ↑  静岡県統計年鑑2011（平成23年） (PDF)
20. ↑  静岡県統計年鑑2012（平成24年） (PDF)
21. ↑  静岡県統計年鑑2013（平成25年） (PDF)
22. ↑  静岡県統計年鑑2014（平成26年） (PDF)
23. ↑  静岡県統計年鑑2015（平成27年） (PDF)
24. ↑  静岡県統計年鑑2016（平成28年） (PDF)
25. ↑  静岡県統計年鑑2017（平成29年） (PDF)
26. ↑  静岡県統計年鑑2018（平成30年） (PDF)
27. ↑  静岡県統計年鑑2019（令和元年） (PDF)
28. ↑  静岡県統計年鑑2020（令和2年） (PDF)